# Capsaspora owczarzaki
A Capsaspora owczarzaki a Capsasporidae egyetlen ismert nemzetségének, a Capsasporának egyetlen ismert faja. A C. owczarzaki az állati többsejtűség eredete megértésében fontos egysejtű eukarióta, mivel az állatok egyik legközelebbi egysejtű rokona. A Ministeria vibransszal együtt alkotják a Filasterea kládot. Ez az amőba fontos az állatok egysejtű őse kiderítésében, mely a korábbi feltételezéseknél összetettebb.

## Leírás
Eredetileg a Biomphalaria glabrata édesvízi csiga „Mesomycetozoeával rokon amőboid szimbiontájaként” írták le. Az amőbákat Puerto Ricó-i csigák hemolimfamintájából izolálták.

## Morfológia
Filopodiális állapotukat 3–5 μm-es amőbákként írták le, magjuk átmérője a sejtének 30–50%-a, nukleóluszuk központi, filopódiumai hosszúak és elágaznak, cristái laposak, számos fagoszóma, vakuólum, glikogénszemcse és Golgi-készülék jellemzi. Cisztái 4–5 μm-esek és kettős falúak: a külső vékony, szabálytalan, laza, a belső vastag, sima.

## Életciklus
Életciklusa 3 különböző szakaszból áll 3 különböző sejttípussal. Tenyészetben a C. owczarzaki filopódiumokat képző sejtjei a szubsztráthoz kötve mennek, és aktívan osztódnak az exponenciális növekedés végéig, majd leválnak, elágazó filopódiumaikat visszahúzzák, és cisztát képeznek, vagy aktívan egymáshoz kapcsolódhatnak többsejtű aggregált szerkezetet alkotva, és szerkezet nélküli ECM-et elválasztva a közvetlen sejt-sejt érintkezés meggátlásához.:R829
Bár 2020 előtti tanulmányok szerint nincs centroszómája, mitóziskor a DNS körül sejtmagasszociált tubulinpontok vannak, vagyis a mitózisorsó mikrotubulus-szervező központ nélkül szerveződik, vagy független mikrotubulus-szervező központ található benne.

## Taxonómia
A C. owczarzaki a Ministeria vibransszal együtt alkotja a Filastereát. Ez a Choanozoa – az Animalia és a Choanoflagellata kládjának – testvércsoportja, velük együtt alkotják Filozoa kládot. Eredetileg a Nucleariidába tartozónak gondolták, a náluk az állatokkal való közeli rokonságot későbbi filogenetikai elemzések állapították meg. Egy többgénes filogenetikai elemzés megállapította, hogy a C. owczarzaki nem a Nucleariida, hanem a Holozoa tagja. Ezt később filogenomikai elemzések is megerősítették, egyikük a Ministeria testvércsoportjaként helyezte el, létrehozva a Choanozoa testvércsoportját, a Filastereát.

## Jelentőség
Tudományos jelentősége oka, hogy az állatok egyik legközelebbi rokona. Genomját 2010-ben szekvenálták, és több állati többsejtűségben fotntos gént tartalmaz, például integrineket, állati transzkripciós faktorokat és fehérje-tirozinkinázokat. Ezenkívül az emberi egészségben is fontos: gazdája, a Biomphalaria glabrata az emberben bilharziózist okozó, a Digenea csoportba tartozó Schistosoma mansoni gazdája is. A C. owczarzaki amellett, hogy az S. mansoni gazdájának parazitája, támadja a csigában élő S. mansoni sporocisztáit. Ezenkívül erősen ellenáll az antibiotikumoknak és a szélsőséges környezeteknek, így az S. mansoni irányításában fontos lehet, azonban a Capsaspora és a csiga közti kölcsönhatások ismeretlenek.:R830
Könnyen tenyészthető más fajokat nem tartalmazó kultúrákban is.:R830
Az állati sejtciklus szabályzásának lehetséges modellszervezete.

## Genetika
801 periodikus génje van 5 különböző expressziós csoportban. Ciklin A-, B- és E-ortológjait a sejtciklus ugyanazon részén expresszálja, mint a humán sejtek, azonban velük szemben, ahol e ciklinek egynél több ciklindependens kinázzal (CDK) kölcsönhatnak, a Capsaspora-ciklinek valószínűleg egy közös ősi CDK1–3-mal kölcsönhatnak, vagyis a Capsaspora feltehetően köztes állapot az állati ciklin–CDK-szabályzás kialakulásában, és a CDK-készlet bővülése az állatok megjelenésekor történhetett. Hasznos egysejtű modellrendszer lehet az állati sejtciklus szabályzásában.